# Kanton Mont-Louis
Kanton Mont-Louis (fr. Canton de Mont-Louis) je francouzský kanton v departementu Pyrénées-Orientales v regionu Languedoc-Roussillon. Skládá se z 15 obcí.

## Obce kantonu
- Bolquère
- La Cabanasse
- Les Angles
- Formiguères
- Mont-Louis
- La Llagonne
- Matemale
- Saint-Pierre-dels-Forcats
- Fontpédrouse
- Sauto
- Puyvalador
- Fontrabiouse
- Réal
- Planès
- Caudiès-de-Conflent